# Hirose Suzu
Hirose Suzu (広瀬 すず sinh ngày 18 tháng 6 năm 1998) là nữ diễn viên và người mẫu Nhật Bản. Cô có chị gái là Hirose Alice, cũng là diễn viên và người mẫu.

## Sự nghiệp

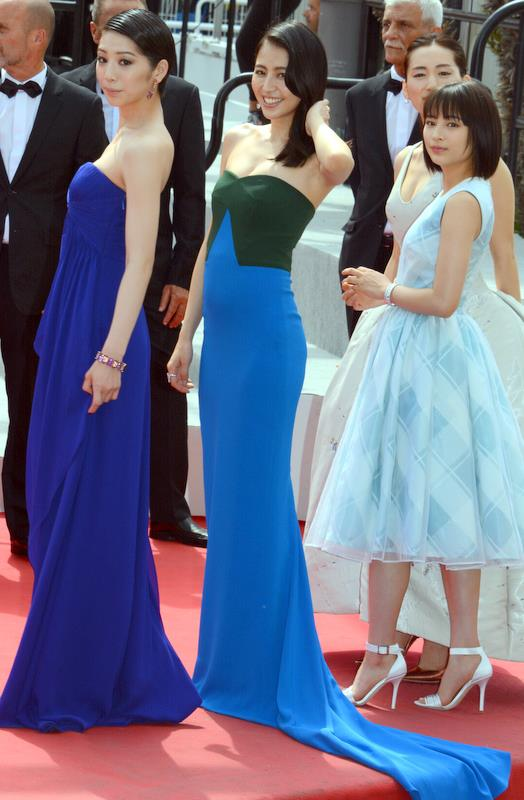
Kaho, Nagasawa Masami, Hirose và Ayase Haruka tại Liên hoan phim Cannes.

### Phim truyền hình
| Năm  | Phim                                                                        | Vai diễn              | Nhà sản xuất                                 | Tham khảo |
| ---- | --------------------------------------------------------------------------- | --------------------- | -------------------------------------------- | --------- |
| 2013 | Kasuka na Kanojo 幽かな彼女                                                 | Asuka Yuzuki          | Công ty Cổ phần Phát sóng Truyền hình Kansai |           |
| 2013 | ''Take Five: Oretachi wa Ai o Nusumeruka''Take Five〜俺たちは愛を盗めるか〜 | Rui Sasahara (khi bé) | TBS                                          |           |
| 2013 | ''Gekiryū: Watashi o Oboete Imasuka?''激流～私を憶えていますか？～          | Takako Midōhara       | NHK                                          |           |
| 2014 | Fathers (Oyaji no Senaka) おやじの背中 () Tập 3                             | Shinobu Koizumi       | TBS                                          |           |
| 2014 | Bitter Blood: Saiaku de Saikyō no Oyako Keiji                               | Shinobu Sahara        | Fuji TV                                      | [ 5 ]     |
| 2014 | Tōkyō ni Olympic o Yonda Otoko                                              | Wada Mary Mariko      | Fuji TV                                      | [ 6 ]     |
| 2015 | Gakko no Kaidan                                                             | Tsubame Haruna        | NTV                                          |           |
| 2016 | Kaitō Yamaneko 怪盗 山猫 ()                                                 | Mao Takasugi          | NTV                                          |           |
| 2018 | Anone                                                                       | Tsujisawa Harika      | NTV                                          | [ 7 ]     |
| 2018 | Cheer Dance                                                                 | Tomonaga Hikari       | TBS                                          | [ 8 ]     |
| 2019 | Natsuzora                                                                   | Okuhara Natsu         | NHK                                          | [ 9 ]     |
| 2020 | Okehazama                                                                   | Nōhime                | Fuji TV                                      | [ 10 ]    |

### Phim điện ảnh
| Năm  | Phim                                                                                 | Vai diễn                                      | Tham khảo |
| ---- | ------------------------------------------------------------------------------------ | --------------------------------------------- | --------- |
| 2013 | Shazai no Ōsama 謝罪の王様 ()                                                        |                                               | [ 11 ]    |
| 2014 | Hōkago Tachi: Lolita Nante                                                           |                                               | [ 12 ]    |
| 2014 | Crows Explode クローズ EXPLODE ()                                                    | Mie Uchida                                    | [ 13 ]    |
| 2015 | Umimachi Diary 海街diary ()                                                          | Suzu Asano                                    | [ 14 ]    |
| 2015 | Cậu bé và Quái thú (バケモノの子)                                                    | Kaede (lồng tiếng)                            | [ 15 ]    |
| 2016 | Chihayafuru: Kami no Ku (ちはやふる 上の句 (Chihayafuru: Hồi thượng cú))             | Chihaya Ayase                                 | [ 16 ]    |
| 2016 | Chihayafuru: Shimo no Ku (ちはやふる 下の句 (Chihayafuru: Hồi hạ cú))                | Chihaya Ayase                                 | [ 16 ]    |
| 2016 | Ikari (怒り)                                                                         | Izumi Komiyama                                | [ 17 ]    |
| 2016 | Lời nói dối tháng Tư (四月は君の嘘)                                                  | Kaori Miyazono                                | [ 18 ]    |
| 2017 | Cheerdance (チア☆ダン～女子高生がチアダンスで全米制覇しちゃったホントの話～)         | Hikari Tomonaga                               | [ 19 ]    |
| 2017 | Sensei! (先生！)                                                                     | Shimada Hibiki                                | [ 20 ]    |
| 2017 | Pháo hoa, nên ngắm từ dưới hay bên cạnh? (打ち上げ花火、下から見るか? 横から見るか?) | Oikawa Nazuna (lồng tiếng)                    | [ 21 ]    |
| 2017 | Sandome no Satsujin (三度目の殺人)                                                   | Yamanaka Sakie                                | [ 21 ]    |
| 2018 | Rapurasu no Majo (ラプラスの魔女)                                                    | Uhara Madoka                                  | [ 21 ]    |
| 2018 | Chihayafuru: Musubi                                                                  | Ayase Chihaya                                 | [ 22 ]    |
| 2018 | Sunny: Tsuyoi Kimochi Tsuyoi Ai                                                      | Nami thời cao trung                           | [ 23 ]    |
| 2020 | Last Letter (ラストレター)                                                           | Tono Ayumi / Tono Misaki (học sinh cao trung) |           |
| 2020 | Ichido Shinde Mita (一度死んでみた)                                                  | Nobata Nanase                                 |           |

## Giải thưởng
| Năm  | Giải thưởng                                  | Hạng mục                         | Phim                                                 | Kết quả   |
| ---- | -------------------------------------------- | -------------------------------- | ---------------------------------------------------- | --------- |
| 2015 | Diễn đàn phim Tama lần thứ 7                 | Nữ diễn viên mới xuất sắc nhất   | Umimachi Diary và Bakemono no Ko                     | Đoạt giải |
| 2015 | Liên hoan phim quốc tế Tokyo lần thứ 28      | Giải vinh danh                   |                                                      | Đoạt giải |
| 2015 | Giải thưởng phim Hochi lần thứ 40            | Diễn viên mới xuất sắc nhất      | Umimachi Diary                                       | Đoạt giải |
| 2015 | Giải thưởng phim Nikkan Sports lần thứ 28    | Diễn viên mới xuất sắc nhất      | Umimachi Diary                                       | Đoạt giải |
| 2016 | Liên hoan phim Yokohama lần thứ 37           | Diễn viên mới xuất sắc nhất      | Umimachi Diary                                       | Đoạt giải |
| 2016 | Giải thưởng phim Kinema Junpo lần thứ 89     | Nữ diễn viên mới xuất sắc nhất   | Umimachi Diary                                       | Đoạt giải |
| 2016 | Giải thưởng Hàn lâm viện Nhật Bản lần thứ 39 | Diễn viên mới xuất sắc của năm   | Umimachi Diary                                       | Đoạt giải |
| 2016 | Giải thưởng phim Tokyo Sports lần thứ 25     | Diễn viên mới xuất sắc của năm   | Umimachi Diary                                       | Đoạt giải |
| 2016 | Giải thưởng phim Nikkan Sports lần thứ 29    | Nữ diễn viên phụ xuất sắc nhất   | Ikari                                                | Đề cử     |
| 2016 | Giải thưởng phim Hochi lần thứ 41            | Nữ diễn viên phụ xuất sắc nhất   | Ikari                                                | Đề cử     |
| 2016 | Giải thưởng phim Hochi lần thứ 41            | Nữ diễn viên chính xuất sắc nhất | Chihayafuru và Shigatsu wa Kimi no Uso               | Đề cử     |
| 2017 | Giải Blue Ribbon lần thứ 59                  | Nữ diễn viên chính xuất sắc nhất | Chihayafuru và Shigatsu wa Kimi no Uso               | Đề cử     |
| 2017 | Giải Viện Hàn lâm Nhật Bản lần thứ 40        | Nữ diễn viên chính xuất sắc      | Chihayafuru                                          | Đề cử     |
| 2017 | Giải Viện Hàn lâm Nhật Bản lần thứ 40        | Nữ diễn viên phụ xuất sắc        | Ikari                                                | Đề cử     |
| 2017 | Giải thưởng phim Tokyo Sports lần thứ 26     | Diễn viên nữ phụ xuất sắc nhất   | Ikari                                                | Đoạt giải |
| 2017 | Giải thưởng Elan d'or lần thứ 61             | Diễn viên trẻ của năm            |                                                      | Đoạt giải |
| 2018 | Giải Viện Hàn lâm Nhật Bản lần thứ 41        | Nữ diễn viên phụ xuất sắc nhất   | Sandome no Satsujin                                  | Đoạt giải |
| 2018 | Giải thưởng phim Mainichi lần thứ 72         | Nữ diễn viên phụ xuất sắc nhất   |                                                      | Đề cử     |
| 2018 | Giải thưởng phim Châu Á lần thứ 12           | Nữ diễn viên phụ xuất sắc nhất   |                                                      | Đề cử     |
| 2018 | Giải thưởng phim Tokyo Sports lần thứ 27     | Nữ diễn viên phụ xuất sắc nhất   |                                                      | Đoạt giải |
| 2018 | Giải thưởng phim Tokyo Sports lần thứ 27     | Nữ diễn viên chính xuất sắc nhất | Let's Go, Jets!                                      | Đề cử     |
| 2018 | Giải thưởng Blue Ribbon lần thứ 60           | Nữ diễn viên chính xuất sắc nhất | Let's Go, Jets!                                      | Đề cử     |
| 2018 | Giải thưởng Blue Ribbon lần thứ 60           | Nữ diễn viên phụ xuất sắc nhất   | Sandome no Satsujin, Thầy ơi! Em yêu anh             | Đề cử     |
| 2018 | Giải thưởng phim Hochi lần thứ 43            | Diễn viên chính xuất sắc nhất    | Chihayafuru: Musubi, Sunny: Our Hearts Beat Together | Đề cử     |